# Barbara Loyer
Pour les articles homonymes, voir Loyer.
Barbara Loyer, née le 3 novembre 1961 à Boulogne-Billancourt  et morte le 13 avril 2024 à Paris, est une géopolitologue française.

## Biographie
Elle obtient l'agrégation de géographie en 1987. De 1991 à 1992, elle est pensionnaire de la Casa de Velázquez à Madrid, ce qui lui permet d'étudier au sein de l'École des hautes études hispaniques et ibériques pendant un an. Elle suit des études de science politique et obtient un doctorat en sciences politiques en 1993. Elle est habilitée à diriger des recherches à partir de 2006.
Géopolitologue de carrière, elle devient maîtresse de conférences à l'Institut français de géopolitique en 1996. Participant à la vie de l'établissement, elle en devient directrice en 2010. Elle conserve son poste jusqu'en 2018.
Elle est membre de la revue Hérodote.
Elle a écrit plusieurs ouvrages, dont L’Espagne en crise (Armand Collin, 2019) et Géopolitique. Méthodes et concepts (Armand Collin, 2019).